# Алтат (река)
Алтат — река в России, протекает по Пировскому району Красноярского края. Устье реки находится в 103 км по правому берегу реки Малая Кеть. Длина реки составляет 34 км.

## Бассейн
- Бурлаков
- Речка (Гаревой)
- 7 км: Загарок (Загарная)
  - Ближняя
  - Луговая
- Амосов Лог
- 12 км: Филькина
- Придорожный
  - Ивановский
- Тройка (Вторая Речка)
  - Первая Речка
  - Кедровая Падь

## Данные водного реестра
По данным государственного водного реестра России относится к Верхнеобскому бассейновому округу, водохозяйственный участок реки — Кеть, речной подбассейн реки — бассейн притоков (Верхней) Оби от Чулыма до Кети. Речной бассейн реки — (Верхняя) Обь до впадения Иртыша.